# Canada Cup (voetbal) 1999
De Canada Cup 1999 was de 2e editie van de Canada Cup. Het voetbaltoernooi werd gehouden van 2 tot en met 6 juni 1999. Er deden 4 landenteams aan dit toernooi mee. De winnaar van dit toernooi Ecuador. De andere deelnemers waren het gastland Canada, Guatemala en Iran. Guatemala werd pas later toegevoegd als deelnemer, vanwege het afhaken van het Braziliaans Olympisch team. Het toernooi werd gespeeld in het Commonwealth Stadium, een stadion in Edmonton in de Canadese provincie Alberta.

## Stadions
| Commonwealth Stadium − Edmonton |
| ------------------------------- |
| Capaciteit: 60.000              |

## Eindstand
| Pos | Land            | Wed | Win | Gel | Ver | DV | DT | +/− | Pnt |
| --- | --------------- | --- | --- | --- | --- | -- | -- | --- | --- |
| 1   | Ecuador         | 3   | 2   | 1   | 0   | 6  | 3  | +3  | 7   |
| 2   | Iran            | 3   | 1   | 2   | 0   | 4  | 3  | +1  | 5   |
| 3   | Canada (−23)    | 3   | 1   | 0   | 2   | 3  | 3  | 0   | 3   |
| 3   | Guatemala (−23) | 3   | 0   | 1   | 2   | 3  | 7  | −4  | 1   |

## Wedstrijden
|                                |             |       |             |                                                                                       |
| 2 juni 1999 «onderlinge duels» | Ecuador     | 1 – 1 | Iran        | Commonwealth Stadium, Edmonton Toeschouwers: 5.386 Scheidsrechter: Mike Seifert (CAN) |
| 2 juni 1999 «onderlinge duels» | Montaño 39' |       | Mousavi 66' | Commonwealth Stadium, Edmonton Toeschouwers: 5.386 Scheidsrechter: Mike Seifert (CAN) |

|                                |                        |       |           |                                                                                      |
| 2 juni 1999 «onderlinge duels» | Canada                 | 2 – 0 | Guatemala | Commonwealth Stadium, Edmonton Toeschouwers: 5.821 Scheidsrechter: Kevin Terry (USA) |
| 2 juni 1999 «onderlinge duels» | Stalteri 42' DeVos 62' |       |           | Commonwealth Stadium, Edmonton Toeschouwers: 5.821 Scheidsrechter: Kevin Terry (USA) |

|                                |                               |       |            |                                                                                        |
| 4 juni 1999 «onderlinge duels» | Ecuador                       | 3 – 1 | Guatemala  | Commonwealth Stadium, Edmonton Toeschouwers: 8.865 Scheidsrechter: Jerry Proctor (CAN) |
| 4 juni 1999 «onderlinge duels» | Graziani 15', 56' Delgado 48' |       | Rivera 20' | Commonwealth Stadium, Edmonton Toeschouwers: 8.865 Scheidsrechter: Jerry Proctor (CAN) |

|                                |        |          |      |                                                                                          |
| 4 juni 1999 «onderlinge duels» | Canada | 0 – 1    | Iran | Commonwealth Stadium, Edmonton Toeschouwers: 8.865 Scheidsrechter: Antonio Mendoza (USA) |
| 4 juni 1999 «onderlinge duels» |        | Daei 71' |      | Commonwealth Stadium, Edmonton Toeschouwers: 8.865 Scheidsrechter: Antonio Mendoza (USA) |

|                                |                            |       |                       |                                                                                      |
| 6 juni 1999 «onderlinge duels» | Iran                       | 2 – 2 | Guatemala             | Commonwealth Stadium, Edmonton Toeschouwers: 8.865 Scheidsrechter: Kevin Terry (USA) |
| 6 juni 1999 «onderlinge duels» | Hamedani 53' Hashemian 89' |       | Rivera 51' García 79' | Commonwealth Stadium, Edmonton Toeschouwers: 8.865 Scheidsrechter: Kevin Terry (USA) |

|                                |           |       |                               |                                                                                           |
| 6 juni 1999 «onderlinge duels» | Canada    | 1 – 2 | Ecuador                       | Commonwealth Stadium, Edmonton Toeschouwers: 10.026 Scheidsrechter: Antonio Marrufo (MEX) |
| 6 juni 1999 «onderlinge duels» | Xausa 50' |       | Graziani 17' DeVos 54' (e.d.) | Commonwealth Stadium, Edmonton Toeschouwers: 10.026 Scheidsrechter: Antonio Marrufo (MEX) |

| Winnaar Canada Cup 1999 |
| ----------------------- |
|                         |
| Ecuador 1e titel        |